# Антилопа чорна
Антилопа чорна  (Hippotragus niger variani, відома також під португальською назвою palanca-negra-gigante) — великий, рідкісний підвид шаблерога чорного — виду африканський порожнистогорих, який є ендеміком регіону між річками Кванго і Луандо в Анголі.
Чорна антилопа є великим за розміром різновидом антилоп. Точна кількість особин підвиду, які змогли пережити Громадянську війну в Анголі, невідома. У січні 2004 року групі вчених із Католицького Університету Анголи під керівництвом Педру ваз Пінту за допомогою камер спостереження вдалося зробити серію фотознімків невеликого стада чорних антилоп в Національному парку Кангандала, який розміщений південніше міста Маланже.
Чорна антилопа є національним символом Анголи, і до неї з великою повагою відносяться усі ангольці. Це стало однією з важливих причин, чому антилопа змогла вижити під час громадянської війни в країні. У африканській міфології, так як і інші антилопи, чорна антилопа символізує живучість, швидкість, красу і спритність.
Чорна антилопа оцінена як вид на межі зникнення у Червоному списку МСОП.

## Зовнішній вигляд
Обидві статі чорної антилопи мають роги, які сягають у довжину до 1,5 метра. Самці та самки дуже подібні один до одного до досягнення трирічного віку, коли самці стають темнішими та у них виростають довші роги. Маса самців у середньому становить 238 кг, зріст від 116 до 142 см. Маса самок становить у середньому 220 кг, на зріст самки дещо нижчі самців. Роги більш масивніші і закручені в самців, у яких довжина їх складає 81–165 см, у самок довжина рогів складає 61–102 см. Самці чорного кольору, самки і молоді тварини забарвлені у горіховий колір, у південній популяції самки переважно мають коричнево-чорне забарвлення. Більшість чорних антилоп мають білі «брови», їх рострум відділений білими смугами на щоках, черево антилоп забарвлене в білий колір. Молодняк до 2 місяців від народження переважно має світло-коричневе забарвлення із дрібними плямами.

## Екологія і поведінка
Як і всі антилопи, чорні антилопи лякливі по своєму характеру, але іноді вони стають досить агресивними. Самці стають дуже агресивними, коли отримують пошкодження, коли їх атакують або коли до них наближаються. Самці можуть завдавати один одному серйозних пошкоджень у бійках з використанням рогів, хоча смертельні випадки у цих бійках бувають рідко.
На молодняк чорних антилоп полюють пантери та гієни, дорослі особи частіше стають жертвами левів та крокодилів. Коли антилопи злякані, вони переважно втікають на короткі відстані, спочатку повільно та розглядаючись навколо, за необхідності швидкої втечі антилопи можуть бігти зі швидкістю більшою за 50 км/год (35 миль/год) на досить великі відстані.

## Спосіб життя
Чорні антилопи живуть в лісах поблизу води у місцях, де є великі запаси соковитого листя і пагонів дерев. Вони охороняються у своєму природному середовищі, їх відстріл заборонений. Найчастіше чорні антилопи пасуться на підібраних пасовищах з достатнім запасом листя і трави, часто біля термітників. Однією з причин зменшення кількості антилоп міг стати досить специфічний спосіб харчування цих тварин. У їх раціоні 90 % складають листя дерев, яке чорні антилопи обривають із висоти 40—140 сантиметрів.

## Відносини з людиною
Чорні антилопи є національним символом Анголи, і їх зображено на багатьох поштових марках, банкнотах і навіть на ангольських паспортах. Збірну Анголи з футболу часто називають Palancas Negras в честь чорної антилопи.